# Carlos Cabezas
Carlos Eduardo Cabezas Jurado (Málaga, 14 de noviembre de 1980) es un exjugador de baloncesto español que disputó 20 temporadas como profesional. Con 1,86 metros de altura, jugaba en la posición de base.

## Trayectoria
Se formó en las categorías inferiores del Unicaja Málaga, la temporada 2000-01 ascendió al primer equipo . Ya el año anterior había jugado partidos con el primer equipo y, al finalizar la temporada de liga EBA, fue cedido para terminar la campaña con el Círculo de Badajoz de liga LEB. 
Con el club malagueño ha conseguido una Copa Korac (2000-01), una Copa del Rey (2004-05) y una Liga ACB (2005-06), además del Subcampeonato de la ACB en la temporada 2001-2002 y del Subcampeonato de la Copa Korac 99-00. Además fue elegido como mejor jugador nacional en la jornada 32 de la temporada 2003-2004 y participó en el All-Star de Valladolid en 2001.
En la temporada 2009-2010 firmó con el Khimki BC de Rusia, acompañado del otro base nacional Raül López en el equipo que dirigía Sergio Scariolo.
Tras llegar al inicio de la temporada 2010-11 sin equipo y después de despertar el interés de varios clubes como el Caja Laboral, Maccabi Tel Aviv o CB Granada, el 15 de octubre de 2010 se confirma su acuerdo para recalar en las filas del CAI Zaragoza de la liga ACB.
En agosto de 2012 ficha por El Caja Laboral, tras levantar interés en varios equipos de Europa y la NBA, gracias a la gran temporada llevada a cabo (9,2 puntos, 3,2 asistencias y una valoración de 13,3) siendo el base mejor valorado de la competición y el tercer jugador nacional, llegando incluso a probar con algunas franquicias estadounidenses y llevar a cabo entrenamientos privados con los Grizzlies y los Knicks.
En agosto de 2013 fichó por Baloncesto Fuenlabrada por una temporada.
Más tarde, formaría parte durante dos temporadas de la plantilla del UCAM Murcia, donde realizaría dos grandes campañas, alcanzando el play-off en la segunda de ellas a las órdenes de Fotis Katsikaris.
Comenzó la temporada 2016/17 en el Montakit Fuenlabrada, donde jugó 5 partidos y promedió 10,2 puntos, 1,2 rebotes, 1,8 asistencias y 9 de valoración en 19 minutos. A finales de octubre, ambas partes llegaron a un acuerdo para rescindir el contrato que les unía y pocos días después firmó por dos meses con el Orleans Loiret Basket de la Pro A francesa. Sus números en los ocho encuentros disputados fueron de 6,4 puntos, 1,5 rebotes, 3,1 asistencias y 6,1 de valoración en 26 minutos.
El 13 de abril de 2017, con 36 años, firmaría hasta final de temporada con el Real Betis Energía Plus, como petición expresa del técnico recién llegado Alejandro Martínez para hacer frente a la lucha por la salvación. Finalmente, no lograría el objetivo, aunque el descenso no se consumara tras acudir a la vía judicial.
En noviembre de 2017, firma por Guaros de Lara de Venezuela, para disputar la fase final de la Liga Sudamericana, consiguiendo finalmente ser campeones imponiéndose al Estudiantes de Concordia (79-82). Tuvo un papel protagonista en los 3 partidos de la final con 12, 10 y 5 puntos y canastas decisivas en momentos importantes. Con este título amplia así su palmarés consiguiendo su segundo trofeo fuera de España.
En julio de 2019 cumpliendo un sueño familiar, recala en el Club Nacional de Football de Montevideo, institución que pelaba por la obtención de la Liga Uruguaya de Basketball 2019-2020.
En agosto de 2021, con 41 años, anuncia su retirada del baloncesto profesional.

## Selección nacional
Ha participado en las categorías inferiores de la selección española, formando parte de los llamados "Juniors de Oro" por haberse adjudicado el oro tanto en el Campeonato de Europa como en el Campeonato del Mundo, este último en una épica final contra los EE.UU en Lisboa '99. Carlos anotó el triple definitivo con el que España se hacía con la medalla de oro.
Debutó con la selección nacional absoluta el 21 de noviembre de 2001 en Arganda del Rey frente a Rumanía, en un partido correspondiente al Preeuropeo de Suecia 2003, anotando 9 puntos. 
Ganó el oro en el campeonato del Mundo de Japón 2006 el 3 de septiembre, siendo uno de los integrantes de la selección española que recibió en Premio Príncipe de Asturias de los Deportes ese mismo año.
En el EuroBasket de Madrid de 2007, su importancia en el conjunto nacional se vio aumentada gracias a la gran temporada firmada al frente del Unicaja, con el que llegó a la Final Four de la Euroliga. Lamentablemente España no pudo conseguir más que la segunda plaza tras caer ante la Rusia de Kirilenko en una final apretada y resuelta en el último segundo.
En septiembre de 2009, fue parte del combinado absoluto español que participó en el EuroBasket 2009 y que consiguió el Oro.

## Logros y reconocimientos

### Selección
Absoluta
- Medalla de oro en el Eurobasket de Polonia en 2009.
- Medalla de Plata en el Eurobasket 2007, celebrado del 3 al 16 de septiembre en España.
- Campeón del Mundo con la selección española de baloncesto absoluta en el Campeonato del Mundo de 2006 de Japón.

Junior
- Medalla de Bronce en el Campeonato de Europa con la selección nacional Joven, en Ohrid, en 2000.
- Medalla de Oro en el Campeonato del Mundo con la selección nacional Junior, en Lisboa, en 1999.
- Medalla de Oro en el Torneo de Mannheim con la selección nacional Junior, en 1998.
- Medalla de Oro en el Campeonato de Europa con la selección nacional Junior, en Varna, en 1998.

### Clubes
- Campeón de la Liga ACB 2005-2006 con el Unicaja de Málaga.
- Campeón de la Copa del Rey 2005 con el Unicaja de Málaga.
- Participante en el All-Star de la Liga ACB en 2003.
- Campeón de la Copa Korac 2000-2001, con el Unicaja de Málaga.
- Campeón de la Liga Sudamericana 2017 con el Guaros de Lara de Venezuela.